# Zimní olympijské hry mládeže 2020
Zimní olympijské hry mládeže 2020, oficiálně III. zimní olympijské hry mládeže (francouzsky Les IIIe Jeux olympiques de la jeunesse d'hiver, německy Olympische Jugend-Winterspiele 2020, italsky I Giochi olimpici giovanili invernali, rétorománsky Gieus olimpics da giuvenils d'enviern 2020), se budou konat ve švýcarském Lausanne. Slavnostní zahájení proběhne 9. ledna 2020, zakončení se pak uskuteční 22. ledna 2020.
Se hrami bude, jako při minulých zimních olympijských hrách mládeže, spojena nauka o kultuře a účastníci se budou vzdělávat ve výukových centrech.

## Volba pořadatele
Kandidaturu na pořadatelství her zažádalo dvě města, které do 28. listopadu 2013 poslalo svoji kandidaturu. Dne 31. července 2015 bylo během zasedání MOV v Kuala Lumpur zvoleno za hostitelské město Lausanne.
| Město    | Stát      | První kolo |
| -------- | --------- | ---------- |
| Lausanne | Švýcarsko | 71         |
| Brašov   | Rumunsko  | 10         |

## Olympijské sportoviště

### Lausanne
- Vaudoise aréna (slavnostní zahálení a zakončení ZOHM 2020, krasobruslení, short track, lední hokej)
- Lausanne campus (olympijská vesnice)

### Jura
- Prémanon-Francie (skoky na lyžích, biatlon, severská kombinace)
- Le Brassus (běh na lyžích)

### Alpy
- Leysin (akrobatické lyžování, snowboarding)
- Champéry (curling)
- Les Diablerets (Alpské lyžování)
- Villars-sur-Ollon (akrobatické lyžování, snowboarding, skialpinismus)
- St. Moritz (rychlobruslení, boby, skeleton, sáně)

## Soutěže
Na hrách sportovci soutěží v 16 sportech s celkem 81 disciplínami. Novým sportem se stal Skialpinismus.

### Sportovní odvětví
| - Akrobatické lyžování - Alpské lyžování - Běh na lyžích - Biatlon | - Boby - Curling - Krasobruslení - Lední hokej | - Rychlobruslení - Saně - Severská kombinace - Short track | - Skeleton - Skialpinismus - Skoky na lyžích - Snowboarding |

### Kalendář soutěží
| UC | Úvodní ceremoniál | ● | Soutěžní den disciplíny | 1 | Finále disciplíny | ZC | Závěrečný ceremoniál |

| Leden                | 9. Čt | 10. Pá | 11. So | 12. Ne | 13. Po | 14. Út | 15. St | 16. Čt | 17. Pá | 18. So | 19. Ne | 20. Po | 21. Út | 22. St | Finále |
| -------------------- | ----- | ------ | ------ | ------ | ------ | ------ | ------ | ------ | ------ | ------ | ------ | ------ | ------ | ------ | ------ |
| Ceremoniály          | UC    |        |        |        |        |        |        |        |        |        |        |        |        | ZC     |        |
| Akrobatické lyžování |       |        |        |        |        |        |        |        |        | 1      | 3      | 2      | ●      | 2      | 9      |
| Alpské lyžování      |       | 2      | 2      | 1      | 1      | 2      | 1      |        |        |        |        |        |        |        | 9      |
| Běh na lyžích        |       |        |        |        |        |        |        |        |        | 2      | 2      |        | 2      |        | 6      |
| Biatlon              |       |        | 2      | 1      |        | 2      | 1      |        |        |        |        |        |        |        | 6      |
| Boby                 |       |        |        |        |        |        |        |        |        |        | 1      | 1      |        |        | 2      |
| Curling              |       | ●      | ●      | ●      | ●      | ●      | ●      | 1      |        | ●      | ●      | ●      | ●      | 1      | 2      |
| Krasobruslení        |       | ●      | ●      | 2      | 2      |        | 1      |        |        |        |        |        |        |        | 3      |
| Lední hokej          |       | ●      | ●      | ●      | ●      | ●      | 2      |        | ●      | ●      | ●      | ●      | 1      | 1      | 4      |
| Rychlobruslení       |       |        |        | 2      | 2      |        | 1      | 2      |        |        |        |        |        |        | 7      |
| Saně                 |       |        |        |        |        |        |        |        | 2      | 2      |        | 1      |        |        | 5      |
| Severská kombinace   |       |        |        |        |        |        |        |        |        | 2      |        | 1      |        | 1      | 4      |
| Short track          |       |        |        |        |        |        |        |        |        | 2      |        | 2      |        | 1      | 5      |
| Skeleton             |       |        |        |        |        |        |        |        |        |        | 1      | 1      |        |        | 2      |
| Skialpinismus        |       | 2      |        |        | 2      | 1      |        |        |        |        |        |        |        |        | 5      |
| Skoky na lyžích      |       |        |        |        |        |        |        |        |        |        | 2      |        |        |        | 2      |
| Snowboarding         |       |        |        | 2      | 2      |        | 1      | 2      |        |        |        |        |        |        | 7      |
| Celkem disciplín     |       | 4      | 4      | 6      | 7      | 5      | 6      | 3      | 2      | 10     | 10     | 10     | 6      | 8      | 81     |
| Kumulativní součet   |       | 4      | 8      | 14     | 21     | 26     | 32     | 35     | 37     | 47     | 57     | 67     | 73     | 81     |        |
| Leden                | 9. Čt | 10. Pá | 11. So | 12. Ne | 13. Po | 14. Út | 15. St | 16. Čt | 17. Pá | 18. So | 19. Ne | 20. Po | 21. Út | 22. St | Finále |

## Pořadí národů
| Pořadí | Země              | Zlato | Stříbro | Bronz | Celkem |
| ------ | ----------------- | ----- | ------- | ----- | ------ |
| 1      | Rusko (RUS)       | 10    | 11      | 8     | 29     |
| 2      | Švýcarsko (SUI)   | 10    | 6       | 8     | 24     |
| 3      | Japonsko (JPN)    | 9     | 7       | 1     | 17     |
| —      | Smíšené družstvo  | 6     | 6       | 6     | 18     |
| 4      | Švédsko (SWE)     | 6     | 4       | 7     | 17     |
| 5      | Rakousko (AUT)    | 6     | 2       | 5     | 13     |
| 6      | Německo (GER)     | 5     | 7       | 6     | 18     |
| 7      | Jižní Korea (KOR) | 5     | 3       | 0     | 8      |
| 8      | Norsko (NOR)      | 5     | 3       | 0     | 8      |
| 9      | Čína (CHN)        | 3     | 3       | 4     | 10     |
| 10     | Francie (FRA)     | 2     | 5       | 5     | 12     |
| 17     | Česko (CZE)       | 1     | 2       | 1     | 4      |

## Čeští medailisté
Česká výprava čítala 74 sportovců a získala celkem 8 cenných kovů:
Zlatá medaile
- Matěj Švancer – akrobatické lyžování, Big Air
- Štěpán Maleček – lední hokej, chlapci 3X3 (mezinárodní týmová soutěž)
- Zuzana Trnková – lední hokej, dívky 3X3 (mezinárodní týmová soutěž)

Stříbrné medaile
- Zuzana Kuršová – rychlobruslení, hromadný start
- Diana Cholenská – akrobatické lyžování, skikros

Bronzové medaile
- Štěpánka Ptáčková – skoky na lyžích, dívky
- Matyáš Šapovaliv – lední hokej, chlapci 3X3 (mezinárodní týmová soutěž)
- Vít Chabičovský – curling, smíšená mezinárodní dvojice (mezinárodní týmová soutěž)